# Tristen Newton
Tristen Jamal Newton (Pensacola, 26 de abril de 2001) é um jogador norte-americano de basquete profissional que atualmente joga no Indiana Pacers da National Basketball Association (NBA) e no Indiana Mad Ants da G-League.
Ele jogou basquete universitário pelo East Carolina University e por UConn e foi selecionado pelos Pacers como a 49º escolha geral no draft da NBA de 2024.

## Carreira no ensino médio
Newton jogou na Burges High School em El Paso, Texas, onde seu time viajava rotineiramente grandes distâncias para jogar contra os melhores times nas grandes áreas metropolitanas do Texas. Newton marcou 3.266 pontos no ensino médio e liderou o estado em pontuação como veterano com média de 37,2 pontos.

## Carreira universitária
Newton obteve sucesso na East Carolina University, entrando na escalação titular como calouro e tendo médias de 11 pontos e 3,7 assistências. Ele estabeleceu o recorde da universidade para assistências em uma temporada por um calouro. Ele melhorou nas duas temporadas seguintes, culminando em uma terceira temporada onde teve médias de 17,7 pontos, 4,8 rebotes e 5 assistências. Ele foi nomeado para a Segunda-Equipe da AAC no final da temporada.
Após a demissão de seu técnico Joe Dooley após a temporada de 2021–22, Newton decidiu se transferir. Ele ouviu de mais de 30 universidades após colocar seu nome no portal de transferência da NCAA, escolhendo finalmente a Universidade de Connecticut (UConn), onde o técnico Dan Hurley viu sua criação de jogadas como uma peça que faltava para seu time. Newton ganhou o papel de armador titular e se tornou o segundo jogador na história do programa a registrar dois triplos-duplos, juntando-se a Shabazz Napier. No final da temporada, Newton ajudou a liderar a equipe para a sexta Final Four na história da universidade e mais tarde, com um duplo-duplo, para o quinto título da NCAA da UConn em 2023.
Newton retornou ao programa para a temporada de 2023-24 após inicialmente se declarar para o draft da NBA de 2023. Durante um jogo contra Manhattan, Newton marcou seu terceiro triplo-duplo de sua carreira, tornando-se o primeiro jogador na história do programa a fazê-lo. Ele marcou seu quarto triplo-duplo de sua carreira contra Villanova, tornando-se o primeiro jogador a ter quatro ou mais triplos-duplos desde que Shaquille O'Neal conseguiu seis. No Torneio da NCAA, ele levou sua equipe ao bi-campeonato e foi nomeado o MVP do torneio.

## Carreira profissional
Em 27 de junho de 2024, Newton foi selecionado pelo Indiana Pacers como a 49ª escolha geral no draft da NBA de 2024 e em 27 de julho, ele assinou um contrato de duas vias com eles e seu afiliado na G-League, Indiana Mad Ants.

## Estatísticas de carreira

### Universidade
| Ano      | Equipe        | PJ  | PT  | MPJ  | AP   | 3P   | LL   | RT  | AS  | BR  | TO | PPJ  |
| -------- | ------------- | --- | --- | ---- | ---- | ---- | ---- | --- | --- | --- | -- | ---- |
| 2019–20  | East Carolina | 31  | 19  | 29.9 | .390 | .324 | .802 | 4.5 | 3.7 | 1.2 | .3 | 11.0 |
| 2020–21  | East Carolina | 17  | 16  | 31.5 | .348 | .262 | .895 | 4.3 | 4.2 | 1.2 | .3 | 8.7  |
| 2021–22  | East Carolina | 30  | 30  | 34.8 | .435 | .333 | .879 | 4.8 | 5.0 | 1.4 | .3 | 17.7 |
| 2022–23  | UConn         | 39  | 38  | 28.8 | .374 | .366 | .816 | 4.5 | 4.7 | 1.1 | .3 | 10.1 |
| 2023–24  | UConn         | 40  | 40  | 33.2 | .415 | .321 | .808 | 6.6 | 6.2 | .9  | .3 | 15.1 |
| Carreira | Carreira      | 157 | 143 | 31.6 | .392 | .321 | .840 | 4.9 | 4.7 | 1.1 | .3 | 12.5 |

## Links externos
- Biografia do UConn Huskies
- Biografia de East Carolina